# مؤسسة سيرفرايدر المغرب
مؤسسة سيرفرايدر المغرب هي منظمة غير حكومية وجمعية مغربية هدفها حماية وتنمية وإدارة السواحل المغربية بطريقة مستدامة. أنشئت المؤسسة عام 2010 بموجب الظهير رقم 11 في 15 نوفمبر 1958. مقرها في أكادير، وهي تابعة لمؤسسة سيرفرايدر أوروبا وهما جزء من مؤسسة سيرفرايدر.

## أهداف المؤسسة
- التثقيف والتوعية حول الحفاظ على البيئة الساحلية والبحرية.
- تثقيف وتوعية المواطنين المحليين بشأن البيئة.
- حماية السواحل والمحيطات.
- التنبيه للمخاطر البيئية المحيطة بالمنطقة.[2]

## الحملات
نفذت المؤسسة عدة حملات مهمة منها إطلاق حملة ضد إنشاء المشاريع العقارية على السواحل، كما تطلق مسيرات تضامنية مع البيئة في المناسبات المهمة، ومنها الحملات ضد الأكياس البلاستيكية.

### رفع مستوى الوعي البيئي
- حملة الأقسام الزرقاء: هي حملات تستهدف المدارس الخاصة والحكومية في أكادير تهدف لرفع مستوى التعليم البيئي. انطلقت هذه الحملات منذ عام 2011.[4]
- سفراء البيئة: انطلقت بالتزامن مع مؤتمر المناخ 2016 (COP22) المقام في مراكش، وتهدف إلى تقديم دعم طويل الأمد لطلاب المدارس وربطهم ببعضهم البعض بواسطة السفراء. الهدف هو تمكينهم من مناقشة القضايا البيئية وتحسين جودة بيئتهم، خاصة للجيل القادم.
- حملات رفع مستوى الوعي داخل الشركات: تهدف لاستخدام طرق إنتاجية صديقة للبيئة، تحافظ على الموارد الطبيعية وتقلل من الانبعاثات الضارة.

### أنا أحب شاطئي
إحدى الحملات التي تستهدف زوار الشواطئ في فترة الصيف، من خلال اللوحات الإرشادية ونشر سلات القمامة في أكثر من 50 مركز. ولهذه الحملة هدف مزدوج بنشر الوعي وتنظيف السواحل معًا.

### مبادرات المحيط
هي مبادرة شبه سنوية ينطلق فيها أعداد كبيرة من المشاركين لتنظيف السواحل من النفايات، ومن خلال هذه الحملة تحاول المنظمة نشر الطرق المناسبة لإدارة النفايات.

### جولة سيرفرايدر 22
قافلة تعليمية تستهدف الأرياف والقرى والمدن الساحلية، لزيادة وعي سكان المناطق الساحلية بقضايا المحيط وتأثره بالمناخ.